# Каньчуга (гміна)
Гміна Каньчуга (пол. Gmina Kańczuga) — місько-сільська гміна у східній Польщі. Належить до Переворського повіту Підкарпатського воєводства. Місцева влада знаходиться в місті Каньчуга.
Станом на 31 грудня 2011 у гміні проживало 12625 осіб.

## Територія
Згідно з даними за 2007 рік площа гміни становила 105.15 км², у тому числі:
- орні землі: 77.00%
- ліси: 14.00%

Таким чином, площа гміни становить 15.06% площі повіту.

## Демографія
Станом на 31 грудня 2011:
| Опис     | Загалом | Загалом | Чоловіки | Чоловіки | Жінки | Жінки |
| -------- | ------- | ------- | -------- | -------- | ----- | ----- |
| одиниця  | осіб    | %       | осіб     | %        | осіб  | %     |
| все      | 12625   | 100     | 6211     | 49.20    | 6414  | 50.80 |
| міське   | 3230    | 100     | 1575     | 48.76    | 1655  | 51.24 |
| сільське | 9395    | 100     | 4636     | 49.35    | 4759  | 50.65 |

## Населені пункти гміни
- Бібрка Каньчузька
- Воля Реплинська
- Кречовичі
- Липник
- Лопушка Мала
- Лопушка Велика
- Мединя Каньчузька
- Нижатичі
- Панталовичі
- Рачина
- Сідлечка
- Сетеш
- Жуклин
- Ходаківка

## Історія
Об'єднана сільська гміна Каньчуга Переворського повіту Львівського воєводства утворена 1 серпня 1934 р. внаслідок об'єднання одинадцяти дотогочасних ( переважно збережених від Австро-Угорщини) громад сіл (гмін): Кречовичі, Лопушка Мала, Мікуличі, Нижатичі, Острів, Панталовичі, Сідлечка, Сіннів, Ужейовичі, Волиця, Жуклин.

## Сусідні гміни
Гміна Каньчуга межує з такими гмінами: Ґаць, Дубецько, Зажече, Маркова, Переворськ, Прухник, Яворник-Польський.

## Влада гміни
Адреса керівництва гміни: 37-220 Каньчуга, вул. М.Конопніцької, 2